# مطلوبیت خطی
در اقتصاد در نظریهٔ انتخاب مصرف‌کننده، یک تابع مطلوبیت خطی تابعی به فرم زیر است:
{\displaystyle u(x_{1},x_{2},\dots ,x_{m})=w_{1}x_{1}+w_{2}x_{2}+\dots w_{m}x_{m}}
یا به شکل برداری:
{\displaystyle u({\overrightarrow {x}})={\overrightarrow {w}}\cdot {\overrightarrow {x}}}
به‌صورتی که:
- {\displaystyle m} تعداد کالاهای مختلف در اقتصاد است.
- {\displaystyle {\overrightarrow {x}}} یک بردار با اندازهٔ {\displaystyle m} است که یک مجموعه کالا را نشان می‌دهد. عنصر {\displaystyle x_{i}} نیز میزان کالای {\displaystyle i}  در مجموعه کالا را نشان می‌دهد.
- {\displaystyle {\overrightarrow {w}}} یک بردار با اندازهٔ {\displaystyle m} و نشان‌دهندهٔ ترجیحات ذهنی مصرف‌کننده است. عنصر {\displaystyle w_{i}} بیانگر ارزش نسبی‌ای است که مصرف‌کننده به کالای {\displaystyle i} اختصاص می‌دهد. اگر {\displaystyle w_{i}=0} باشد، این بدان معنی است که مصرف‌کننده فکر می‌کند محصول {\displaystyle i} کاملاً بی‌ارزش است، {\displaystyle w_{i}} بالاتر نیز به معنی ارزش بیشتر هر واحد از این محصول برای مصرف‌کننده است.

مصرف‌کننده با تابع مطلوبیت خطی دارای ویژگی‌های زیر است:
- ترجیحات کاملاً یکنواخت است؛ یعنی داشتن مقدار بیشتری حتی از یک کالا، مطلوبیت را اکیداً افزایش می‌دهد.
- ترجیحات به‌صورت ضعیف محدب هستند، اما اکیداً محدب نیستند: ترکیبی از دو بستهٔ یکسان، برابر با بسته‌های اصلی است اما بهتر از آن نیست.
- نرخ نهایی جایگزینی کلیهٔ کالاها ثابت است. برای هر دو کالای {\displaystyle i,j} داریم:

{\displaystyle MRS_{i,j}=w_{i}/w_{j}} .
- منحنی‌های بی‌تفاوتی در صورت وجود دو کالا خطوط صاف، و در صورت وجود کالاهای بیشتر، هایپر پلین هستند.
- هر منحنی تقاضا (تقاضا به عنوان تابعی از قیمت) یک تابع پله‌ای است: مصرف‌کننده می‌خواهد از کالایی که نسبت مطلوبیت به قیمت آن زیر بیشینه است، صفر واحد و از کالایی که نسبت مطلوبیت به قیمت آن بیشینه است تا می‌تواند خریداری کند.
- کالاها برای مصرف‌کننده جایگزین کامل هستند.

## اقتصاد با مطلوبیت خطی
اقتصاد خطی، یک اقتصاد مبادله‌ای است که در آن همهٔ بازیگران توابع مطلوبیت خطی دارند. اقتصاد خطی دارای چندین خاصیت است.
فرض کنید که هر بازیگر {\displaystyle A} یک اعطایی اولیه {\displaystyle {\overrightarrow {e_{A}}}} دارد. این یک بردار با اندازه {\displaystyle m} است که در آن عنصرِ {\displaystyle e_{A,i}} مقدار کالای i را نشان می‌دهد که ابتدائاً در مالکیت آن در ابتدا به بازیگر {\displaystyle A} داده شده‌است. در این صورت، مطلوبیت اولیهٔ این بازیگر برابر با {\displaystyle {\overrightarrow {w_{A}}}\cdot {\overrightarrow {e_{A}}}} است.
فرض کنید که قیمت‌های بازار توسط بردار {\displaystyle {\overrightarrow {p}}} نشان داده شود، برداری که اندازه‌اش برابر {\displaystyle m} است و در آن عنصر {\displaystyle p_{i}} قیمت کالاست. در این صورت، بودجهٔ بازیگر {\displaystyle A} برابر با {\displaystyle {\overrightarrow {p}}\cdot {\overrightarrow {e_{A}}}} است. در حالتی که این بردار، بیانگر قیمت باشد، بازیگر می‌تواند همه و فقط بسته‌های{\displaystyle {\overrightarrow {x}}}ای را بگیرد که شرط محدودیت بودجه‌اش را برآورده کند: {\displaystyle {\overrightarrow {p}}\cdot {\overrightarrow {x}}\leq {\overrightarrow {p}}\cdot {\overrightarrow {e_{A}}}}.